# Z. Randall Stroope
Z. Randall Stroope (Albuquerque, 25 ottobre 1953) è un compositore e direttore di coro statunitense.
Ha pubblicato oltre 140 partiture e nel 2015, ha venduto oltre 200 000 copie dei suoi lavori  pubblicando con: Oxford University Press, Carl Fischer, Alliance Music Publications, Walton, Colla Voce, and Lorenz. Alcune fra le sue opere più note sono Lamentaciones de Jeremias, Amor de mi alma, e Hodie!.

## Biografia
Allievo di Cecil Effinger and Normand Lockwood Stroope ha conseguito il master in Musica Vocale  presso l'Università del Colorado successivamente il dottorato in direzione corale presso l'Arizona State University, successivamente la specializzazione in Musica elettronica. Nonostante abbia iniziato giovanissimo lo studio della composizione corale e presto ha cominciato ad essere conosciuto dal grande pubblico nazionale prima ed internazionale poi, dichiara "Sono stato fortunato ad aver scritto alcune opere che hanno suscitato grande interesse in tutto il paese. Queste opere mi hanno catapultato nel mondo dei compositori affermati permettendomi di dirigere gruppi di altissimo livello e ottenendo commissioni importanti. Attraverso la pratica e la direzione si impara a conoscere meglio e ad affinare le proprie doti compositive.
Alla sua attività di compositore Stroope affianca quella di direttore della Corale dell'Oklahoma State University, ateneo in cui è anche docente. Dirige anche l'Oklahoma State University Concert Corale (Coro da Camera e Coro femminile). Prima della sua nomina a OSU, Stroope ha ricoperto lo stesso ruolo alla Rowan University a Glassboro, New Jersey e presso l'Università del Nebraska a Omaha. Come direttore, appare regolarmente livello nazionale e internazionale in luoghi come: Carnegie Hall, Chicago Orchestra Hall, e il Kennedy Center. È membro di ACDA e socio onorario di ANDCI.

## Onorificenze
- Australian-American Fulbright[6]
- Douglas R. McEwen award for National Choral Excellence[6]
- Doug and Nickie Burns Endowed Chair in Choral Music[6]
- Regents Distinguished Research Award[6]
- 2004 Brock Commission from the American Choral Directors Association.[7]